# BMW R51/3

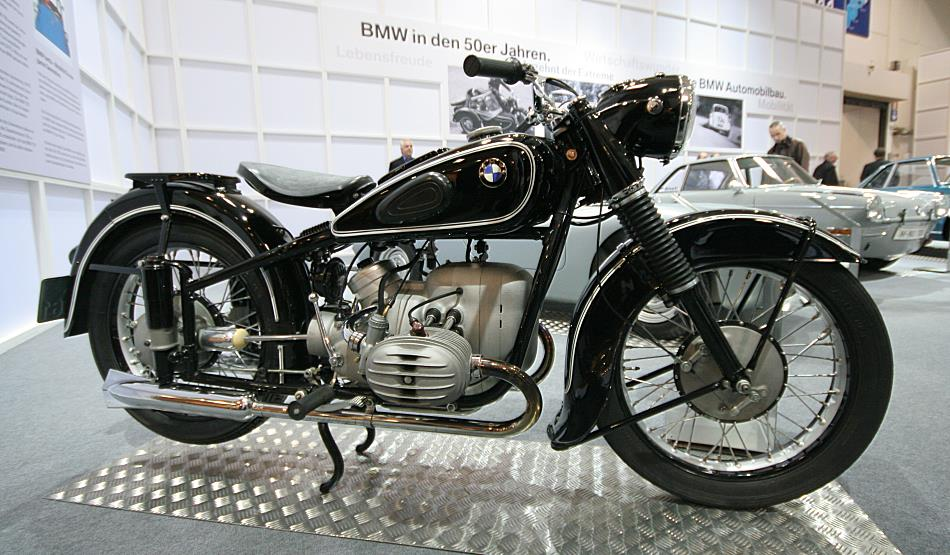
R 51/3 uit 1951

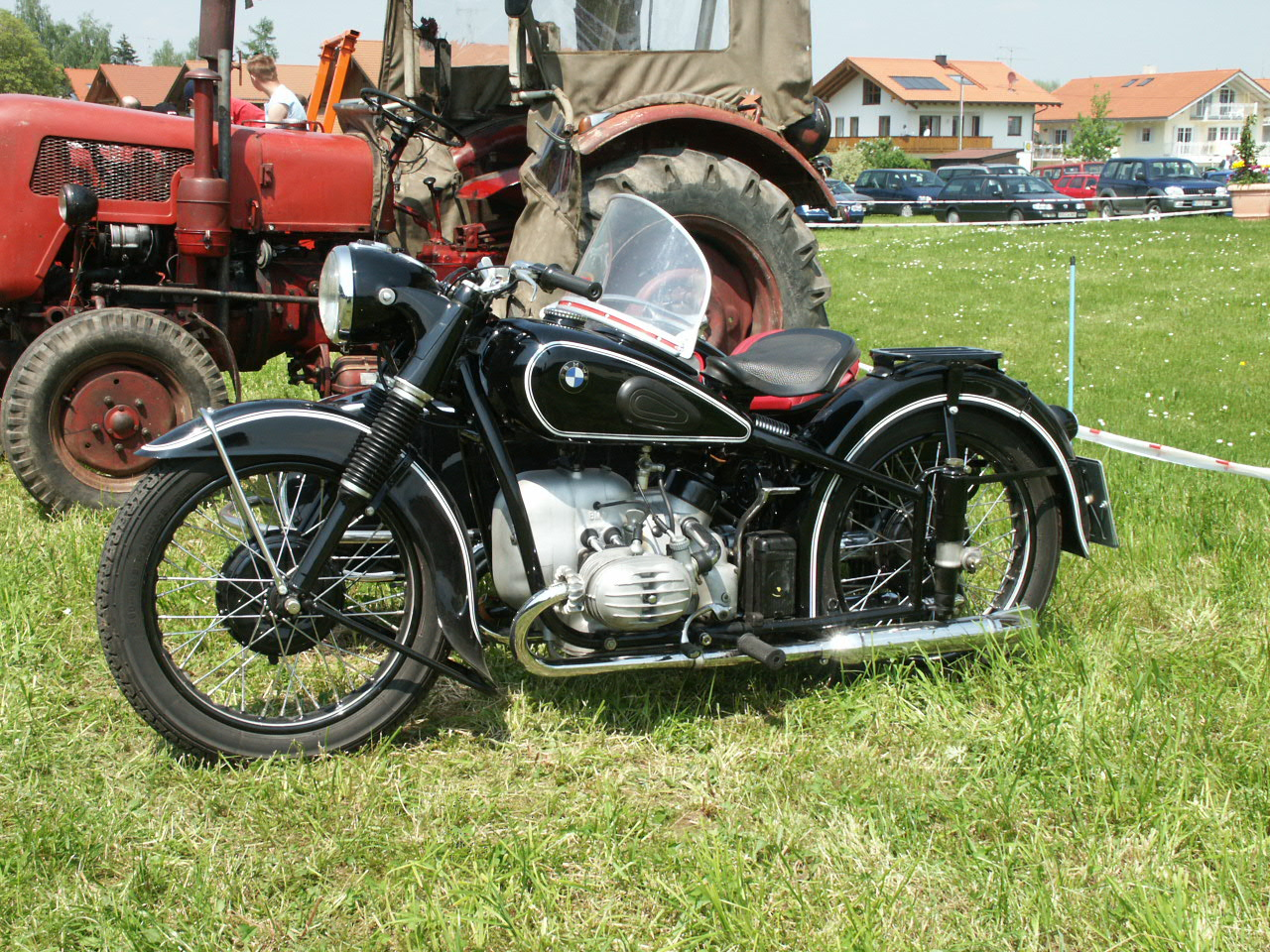
R 51/3 uit 1952

De BMW R 51/3 is een motorfiets van het merk BMW.

## Voorgeschiedenis
In 1938 bracht BMW een hele serie nieuwe modellen uit: de 250cc R 23, de 500cc R 51 met kopklepmotor, de 600cc R 61 zijklepper, de 600cc R 66 kopklepper en de 750cc R 71 zijklepper. De R 51 werd aldus de opvolger van de R 5. Van de R 51 werden tussen 1938 en 1941 3.775 stuks geproduceerd. De R 51 had het nieuwe, uit ovale buis getrokken dubbel wiegframe dat tot ver in de jaren vijftig dienst zou doen. Helemaal nieuw was de toegepaste plunjervering, waarmee voor het eerst een BMW achtervering kreeg. Zowel motor als versnellingsbak en koppelingshuis waren al van gegoten aluminium, wat een flinke gewichtsbesparing opleverde. Het motorblok was eenvoudig met twee steekassen in het frame gemonteerd, een constructie die het ook nog lang zou volhouden. De kopklepmotor had een door een ketting aangedreven nokkenass, die middels stoterstangen de kleppen bediende. De cilinderkoppen hadden elk een eigen smeersysteem, afzonderlijk van de normale druksmering van de rest van de motor. Een eenvoudig nat luchtfilter bevond zich achter op het motorblok. Dit was een stalen zeef die eenvoudig gereinigd kon worden en daarna, met olie ingesmeerd, zijn reinigende werk deed. De enkelvoudige droge plaatkoppeling werd bediend met een drukstang die dwars door de hoofdas van de versnellingsbak liep. Dit systeem bleef intact tot in 1996 (R 100 R Mystic). Net als de racemotoren kreeg de R 51 voetschakeling. Hiernaast kreeg de machine ook nog een korte handpook, waarmee niet alleen "normaal" geschakeld kon worden, maar ook - als bij een auto - elke versnelling, inclusief de vrijstand, direct gekozen kon worden. De Tweede Wereldoorlog zette de volledige ontwikkeling van motorfietsen stil. In 1948 was de zeer eenvoudige 250cc eencilinder R 24 de eerste naoorlogse BMW, en in 1951 volgde de eerste tweecilinder, de R 51/2. Deze was uiteraard afgeleid van de R 51. De R 51/2 was meer als toermotor gebouwd, terwijl zijn voorganger nog een sportmotor was geweest. Begin jaren vijftig was er uiteraard ook meer behoefte aan praktische motorfietsen. BMW ging zich ook steeds meer profileren als fabrikant van "zijspantrekkers". De R 24 had al zijspankoppelingen gekregen, en die kreeg de R 51/2 ook. Voor zijspangebruik was een speciale overbrengingsverhouding in de eindaandrijving leverbaar. Ook dit systeem zou BMW tot in de jaren tachtig volhouden. Motorisch was er ten opzichte van de R 51 niet veel veranderd, en ook het rijwielgedeelte, dat nieuw was toen de R 51 uitkwam, bleef ongewijzigd. Zo was het frame gelast van getrokken ovale pijp, was er een telescoopvork en trommelremmen aan boord. De motor was met twee steekassen in het frame gehangen, motor en versnellingsbak waren van gegoten aluminium. De motor had twee kettingaangedreven nokkenasen, waarvan er één de oliepomp aandreef. De R 51/2 was een kort leven beschoren. Er werden er slechts ca. 5.000 gebouwd en hij werd al in 1951 opgevolgd door de R 51/3.

## R 51/3
De R 51/3 volgde in 1951 de R 51/2 op. Nog steeds werd het gelaste uit ovale pijp getrokken buisframe met plunjervering, halve naaf trommelremmen en een telescoopvork toegepast. Aan het frame zaten kogelkoppelingen voor zijspan montage en dus was ook weer de speciale overbrengingsverhouding in de eindaandrijving leverbaar om meer trekkracht te realiseren bij zijspangebruik. Motor, versnellingsbak en cardanhuis waren van gegoten aluminium. De motor was met twee steekassen in het frame gehangen, de gelijkstroomdynamo zat op de voorzijde van de krukas. Aan de achterkant zat het zware vliegwiel met een kijkgat om de ontsteking af te stellen.
Toch waren er flinke vernieuwingen uitgevoerd. De accuontsteking was vervangen door een magneetontsteking met een centrifugaalvervroeging, zodat de lastige handregeling was verdwenen. De twee kettingaangedreven nokkenasen waren weer vervangen door één enkel exemplaar, dat door tandwielen werd aangedreven. De motor was nog steeds "vierkant" (boring x slag 68 x 68mm), waardoor de cilinderinhoud gelijk was gebleven. Het vermogen was met 24 pk ook gelijk gebleven, waardoor deze BMW nog steeds niet echt kon meekomen met de concurrentie. Betrouwbaarheid en degelijkheid waren nog steeds belangrijker dan topprestaties. De rubberen trillingsdemper in de cardanas kreeg een verchroomde ring. In plaats van de stalen halve naaf trommelremmen waren nu volle naaf aluminium exemplaren toegepast, wat de remwerking aanmerkelijk verbeterde. De diameter van de remmen was nog steeds gelijk, maar vóór was een duplexrem gebruikt, terwijl de achterrem een simplexrem was.
Er werd tegelijk met de R 51/3 een 600cc versie, de R 67/2 op de markt gebracht. De R 51/3 werd in 1955 door de R 50 opgevolgd.

### Technische gegevens
|                                | BMW R 51/3                              |
| ------------------------------ | --------------------------------------- |
| periode                        | 1951-1954                               |
| categorie                      | toermotor                               |
| motortype                      | kopklepmotor                            |
| bouwwijze                      | langsgeplaatste tweecilinder boxermotor |
| boring                         | 68 mm                                   |
| slag                           | 68 mm                                   |
| cilinderinhoud                 | 494 cc                                  |
| max. vermogen                  | 18 kW/24 pk                             |
| topsnelheid                    | 140 km/h                                |
| aandrijving                    | cardanas                                |
| rijwielgedeelte                | dubbel wiegframe, buisframe             |
| droog gewicht                  | 190 kg                                  |
| max. totaalgewicht             | 355 kg                                  |
| max. totaalgewicht met zijspan | 600 kg                                  |
| wielbasis                      | 1.400mm                                 |
| voorganger                     | R 51/2                                  |
| opvolger                       | R 50                                    |